# 野田 (大阪市)
野田（のだ）は、大阪府大阪市福島区にある町名。現行行政地名は野田一丁目から野田六丁目。

## 地理
大阪市福島区の南部に位置する。北は吉野、東は玉川、西は此花区西九条、南は旧淀川（安治川）を挟んで西区川口にそれぞれ接する。

### 河川
- 旧淀川（安治川）

## 歴史
伝足利義詮著「住吉詣」の1364年（貞治3年）の項に「それ（田蓑島）より南にあたりて野田の玉河と云所あり」とみえ、その頃鷺島庄の一村であった。
かつては「吉野の桜、野田の藤」と並び称されるほどの藤の名所で、当地の名を冠した「ノダフジ」は右巻きの藤の標準和名にもなっている。

## 世帯数と人口
2019年（平成31年）3月31日現在の世帯数と人口は以下の通りである。
| 丁目       | 世帯数    | 人口    |
| ---------- | --------- | ------- |
| 野田一丁目 | 0世帯     | 0人     |
| 野田二丁目 | 1,112世帯 | 2,257人 |
| 野田三丁目 | 767世帯   | 1,206人 |
| 野田四丁目 | 187世帯   | 375人   |
| 野田五丁目 | 890世帯   | 1,782人 |
| 野田六丁目 | 1,059世帯 | 2,875人 |
| 計         | 4,015世帯 | 8,495人 |

### 人口の変遷
国勢調査による人口の推移。
| 1995年（平成7年）  | 6,315人 | [ 6 ]  |  |
| 2000年（平成12年） | 5,758人 | [ 7 ]  |  |
| 2005年（平成17年） | 5,958人 | [ 8 ]  |  |
| 2010年（平成22年） | 7,947人 | [ 9 ]  |  |
| 2015年（平成27年） | 7,995人 | [ 10 ] |  |

### 世帯数の変遷
国勢調査による世帯数の推移。
| 1995年（平成7年）  | 2,485世帯 | [ 6 ]  |  |
| 2000年（平成12年） | 2,433世帯 | [ 7 ]  |  |
| 2005年（平成17年） | 2,572世帯 | [ 8 ]  |  |
| 2010年（平成22年） | 3,350世帯 | [ 9 ]  |  |
| 2015年（平成27年） | 3,415世帯 | [ 10 ] |  |

## 事業所
2016年（平成28年）現在の経済センサス調査による事業所数と従業員数は以下の通りである。
| 丁目       | 事業所数  | 従業員数 |
| ---------- | --------- | -------- |
| 野田一丁目 | 454事業所 | 5,701人  |
| 野田二丁目 | 89事業所  | 1,571人  |
| 野田三丁目 | 83事業所  | 548人    |
| 野田四丁目 | 33事業所  | 410人    |
| 野田五丁目 | 64事業所  | 540人    |
| 野田六丁目 | 39事業所  | 630人    |
| 計         | 762事業所 | 9,400人  |

## 施設

### 公共施設
- 大阪市中央卸売市場本場

### 公園
- 野田緑道
- 大野町公園
- 大野東公園

### 企業
- OUGホールディングス
- 大福信用金庫
- 中央信用組合
- 大森屋

## 交通

### 鉄道

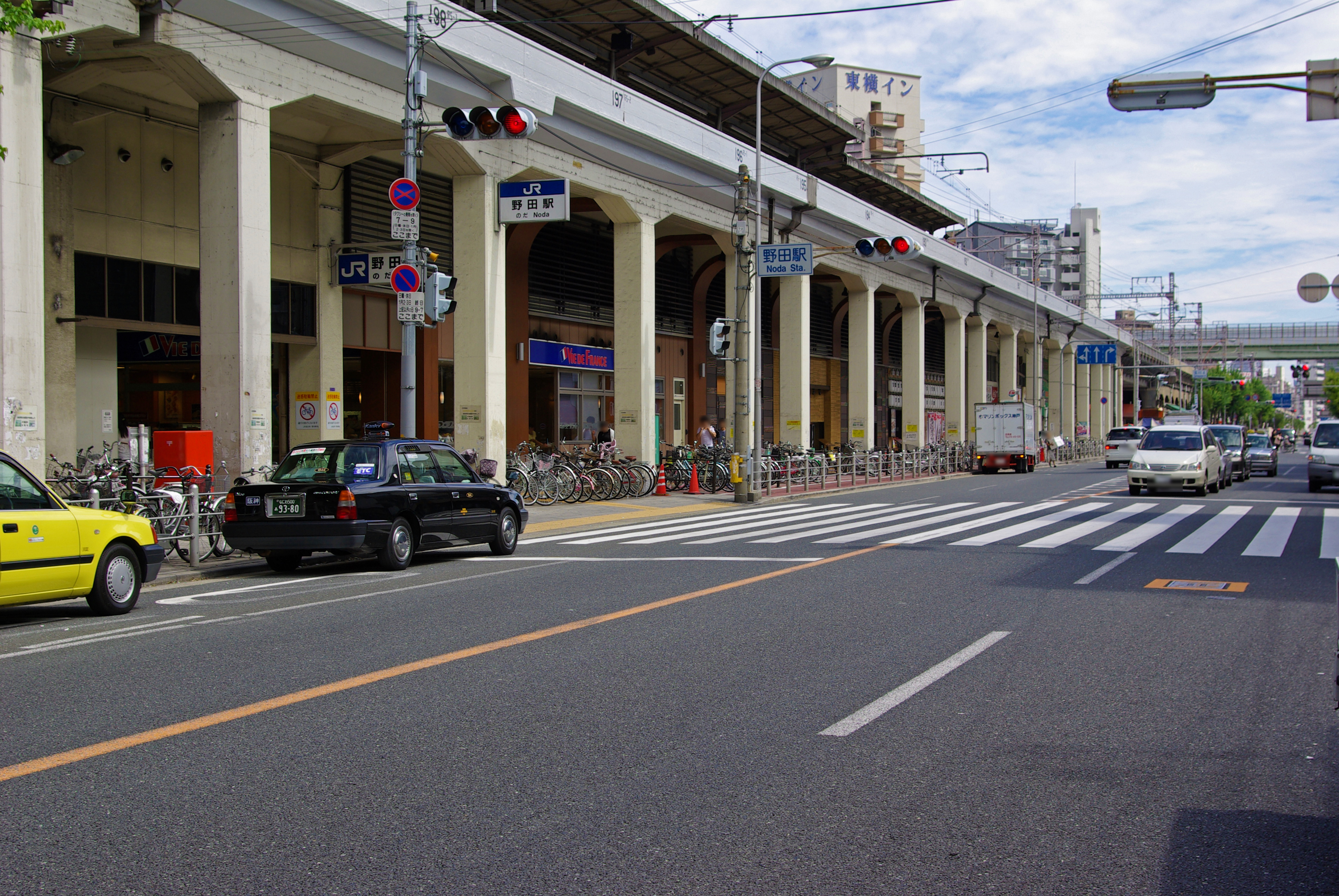
JR野田駅

- JR大阪環状線 野田駅
- OsakaMetro千日前線 玉川駅
- 阪神電気鉄道本線 野田駅
- OsakaMetro千日前線 野田阪神駅

※4駅とも駅の所在地は野田ではない。

## その他

### 日本郵便
- 〒553-0005[3]（集配局：大阪北郵便局[12]）